# 郑光 (唐朝)
郑光（9世纪—857年），润州丹杨县人，唐朝官员和外戚。

## 生平
郑光的姐姐郑氏是唐宪宗的御女，生光王李怡，称光王太妃。
唐武宗会昌末年，郑光还是布衣百姓，梦见自己驾着大车载着日月在中衢驰骋，洪洞中有光辉照六合，醒后占卜，对方说：“君即将暴贵。”不到一个月，光王李怡即位为唐宣宗，尊母郑太妃为皇太后，郑光也成为皇帝的舅父，被拜为诸卫将军，累次迁官，大中元年（847年）九月，由金吾大将军迁为平卢军节度使，二年（848年）前加检校工部尚书，约三年（849年）离任，约四年（850年）又改任凤翔节度使，又赐鄠、云阳二县良田。
大中五年（851年），以银青光禄大夫、检校兵部尚书兼左金吾卫大将军改任河中节度使。五月，奏称永乐县道士侯道华飞升。郑光已丧妻，宣宗封郑光妾为夫人，郑光知道宣宗的意思，退回诏书不敢受，上表称“白屋同愁，已失凤鸣之侣；朱门自乐，难容乌合之人。”宣宗大喜，嘉奖他，又问左右是谁教郑光说这些好话，左右答是掌书记判官田询，宣宗赞其上表之语，想让他来翰林院任职，未果。
大中六年（852年）二月，时任右卫大将军郑光请求免除所获赐田产的租税。三月，宣宗下诏令先前赐郑光的鄠县、云阳庄免除税役。宰相魏谟奏：“郑光以国舅之亲，赐田是可以的，免税就不能让百姓心服了。”宣宗下敕追回前次诏书，准魏谟所奏，令郑光仍按例供税。
大中七年（853年）十二月，郑光入朝，在延英殿与宣宗论政。他素来不通文字，说话鄙俗浅薄，宣宗失望，不悦，留他任右羽林统军兼太子太保，奉朝请，命宰相另外重选河中节度使。郑太后数次说他家穷，于是宣宗厚赐金缯，但不再任他为节度使。
大中十年（856年）五月，郑光的庄吏因豪放恣肆、为害地方又多年不缴纳赋税而被京兆尹韦澳拘捕到案。郑太后告诉宣宗，宣宗在延英殿询问韦澳，韦澳详细说了庄吏的罪行，说一定要绳之以法。宣宗说：“郑光很喜爱这个庄吏，怎么办？”韦澳说国家法律不能只对贫民有用，不敢奉诏。宣宗又问能否看在郑光再三求情的份上只判处杖刑而免其死罪，韦澳同意，说等向其征收的租税交足了就会释放，当日还在限期内，次日就不行了。宣宗对自己为了郑光阻碍韦澳执法表示惭愧，入宫告诉郑太后：“韦澳此人不可犯。”韦澳回府，就对庄吏施以杖刑，在督促下很快得到数百斛租税，将庄吏还给郑光。
大中十一年（857年）十一月，郑光以银青光禄大夫、检校尚书左仆射、兼太子太保、充右羽林统军、御史大夫、上柱国、荥阳县开国男、食邑三百户的身份去世，宣宗下诏赠司徒，罢朝三日，群臣奉慰。御史大夫李景让说亲王、公主去世也不过罢朝三日，郑光身为外戚，其待遇应该较此略有降低，建议宣宗赶紧下诏改为辍朝一或二日为当。宣宗优诏褒奖李景让，又下诏改为罢朝二日。

## 家庭
郑光二子右金吾卫将军郑汉璋、鸿胪少卿郑汉卿都因父丧离职，十二年（858年）二月，宣宗起复他们的原官职。郑汉璋官至泰宁军节度使，郑汉卿官至义昌军节度使。
郑光次女郑德柔（833年－848年），南阳郡君樊氏所出，嫁齐州司马冯翊人鱼某，死后随母葬于郑氏祖坟。

## 影响
明孝宗弘治四年（1491年），刑部尚书彭韶举韦澳、郑光的例子，反对宽恕犯有贪赃罪的安远侯柳景，未果。